# Berdeniella illiesi
Berdeniella illiesi és una espècie d'insecte dípter pertanyent a la família dels psicòdids. Es troba a Europa, incloent-hi França i Eslovàquia.